# Two Gals and a Guy
Two Gals and a Guy é um filme de comédia estadunidense de 1951 dirigido por Alfred E. Green e estrelado por Janis Paige, Robert Alda, James Gleason, Lionel Stander e Arnold Stang. O filme foi originalmente lançado pela Eagle-Lion, mas foi adquirido pela United Artists.

## Elenco
- Robert Alda ...Deke Oliver
- Janis Paige ...Della Oliver/Sylvia Latour
- James Gleason ...Max
- Lionel Stander ...Seymour
- Arnold Stang ...Bernard